# ریو کانروا
ریو کانروا (فنلاندی: Reijo Kanerva; ۲۹ ژانویهٔ ۱۹۴۴ – ۱ مارس ۲۰۱۶) بازیکن فوتبال اهل فنلاند بود.
وی همچنین در تیم ملی فوتبال فنلاند بازی کرده‌است.